# ナイルワニ

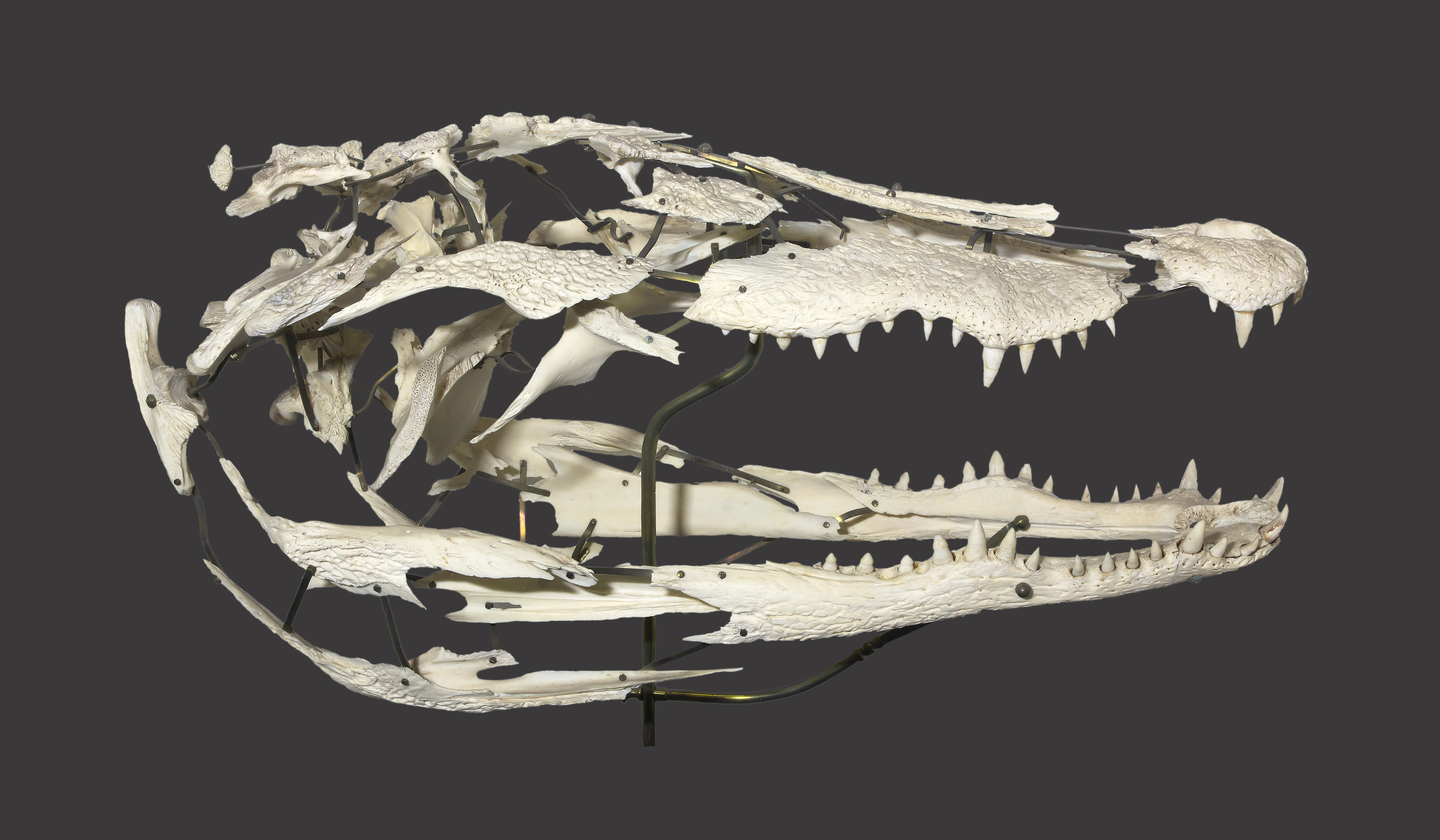
頭蓋骨

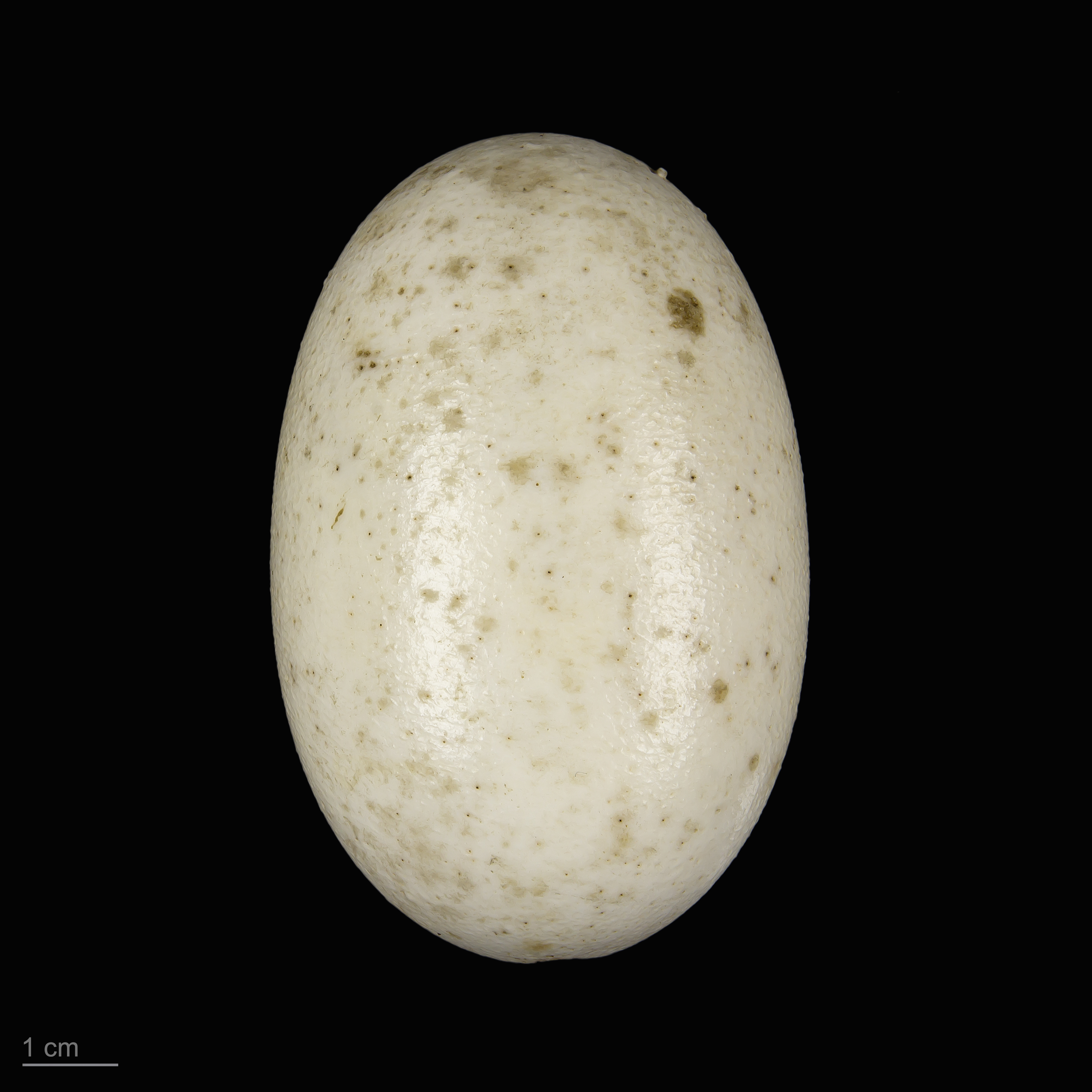
卵

ナイルワニ（Crocodylus niloticus）は、爬虫綱ワニ目クロコダイル科クロコダイル属に分類されるワニ。

## 分布
サハラ砂漠と南端部を除いたアフリカ大陸、マダガスカル西部。
模式標本の産地（模式産地）はエジプト。種小名niloticus は「ナイル川の」の意で、和名や英名と同義。

## 形態
全長400-550センチメートル。最大で6mに達することもある。口吻は長く基部横幅の1.5-2倍で、瘤や隆起はない。頚部に並ぶ鱗（頸鱗板）は四角形で、4枚。背面に並ぶ鱗（背鱗板）は規則的に並ぶ。体色は暗黄褐色。
後肢の水掻きは発達する。幼体は黒褐色の横縞が入るが、成長に伴い不明瞭になって色が薄くなる。

## 分類
6亜種に分ける説もある。
Crocodylus niloticus niloticus Laurenti, 1768

Crocodylus niloticus africanus Laurenti, 1768

Crocodylus niloticus chamses Bory, 1824
Crocodylus niloticus cowiei (Smith & Hewitt, 1937)
Crocodylus niloticus madagascariensis Grandidier, 1872
Crocodylus niloticus pauciscutatus Deraniyagala, 1948

## 生態
主に河川や湖に生息するが、河口や入江、マングローブ林などの汽水域に生息することもある。捕食者としては卵を食べるナイルオオトカゲなどが挙げられる。陸上ではライオンに襲われることもあるが、川付近では反対にライオンを襲う。
食性は動物食で、主に魚類やカエルなどを食べるが、ヤマアラシや鳥、他のワニなども食べる。また、大型個体はシマウマ、オグロヌー、イボイノシシなどの中・大型哺乳類も食べる。幼体は昆虫、クモ、甲殻類などを食べる。カバの幼体を襲うこともあるが、成体のカバには歯が立たない。
繁殖形態は卵生。雨季に水辺に穴を掘り10-20個の卵を産む。卵は84-90日で孵化する。卵や幼体は一定期間親に保護されて育つ。

## 人間との関係
気性が荒く、家畜や人間を襲うこともあるが、地域差があるとされる。日本ではクロコダイル科単位で特定動物に指定されている。
古代エジプトでは信仰の対象とされ、増水時に現れる事から豊穣や永遠を司る神や神の使者（セベクなど）のモチーフとされたり太陽神ラーと習合されることもあった（セベクラー）。クロコディロポリスの神殿では貴金属や宝石で装飾した個体を飼育し、死後はミイラにされた。卵や幼体も含めてミイラにされることもあった。
開発による生息地の破壊、皮革用の乱獲、漁業による混獲などにより生息数が減少している。多くの生息地では法的に保護の対象とされている。エジプトの個体群は1972年に一度絶滅したが、南部にのみ再導入された個体が生息する。